# 布尔沙伊德 (摩泽尔省)
布尔沙伊德（法語：Bourscheid，法語發音：[buʁʃaid]）是法国摩泽尔省的一个市镇，属于萨尔堡-萨兰堡区。 

## 地理
布尔沙伊德（48°46'17"N, 7°11'25"E）面积3.99 平方千米，位于法国大東部大區摩泽尔省，该省份为法国东北部内陆省份，是洛林的一部分，西南接默尔特-摩泽尔省，东临下莱茵省，北与卢森堡和德国接壤。
与布尔沙伊德接壤的市镇（或旧市镇、城区）包括：布鲁维莱尔、埃朗日、米泰尔布龙、圣让库尔策罗德、万泰尔斯布尔、齐兰。

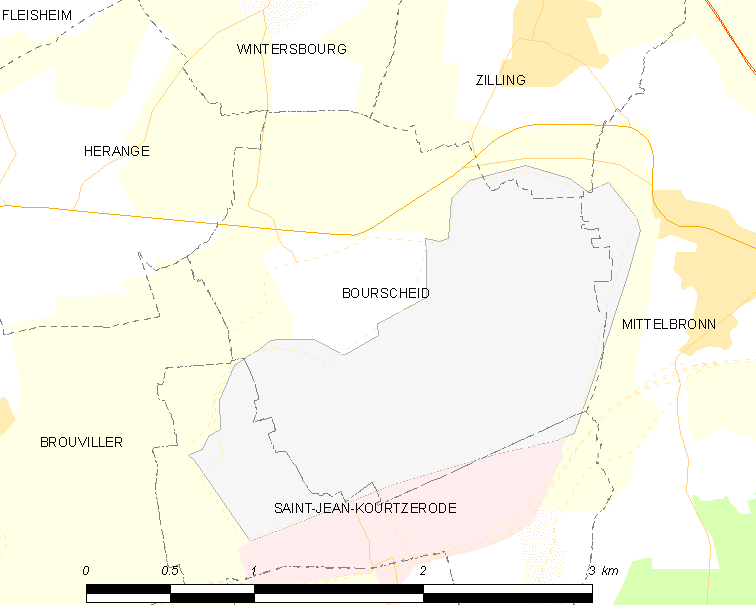
的OSM定位图

布尔沙伊德的时区为UTC+01:00、UTC+02:00（夏令时）。

## 行政
布尔沙伊德的邮政编码为57370，INSEE市镇编码为57100。

## 政治
布尔沙伊德所属的省级选区为法尔斯堡县。

## 人口

1962-2008年间人口变化图示

布尔沙伊德于2022年1月1日时的人口数量为175人。